# Woltersberg (Wuppertal)
Woltersberg, auch Sticksholt genannt, ist ein Wohnplatz im Norden der bergischen Großstadt Wuppertal.

## Lage und Beschreibung
Die Ortslage liegt im Norden des Wohnquartiers Uellendahl-Ost im Stadtbezirk Uellendahl-Katernberg auf einer Höhe von 288 m ü. NHN auf dem gleichnamigen Höhenzug Woltersberg. Sie ist über eine gleichnamige Stichstraße Woltersberg erreichbar, die bei Halfmannsberg vom Neuenbaumer Weg abzweigt. 
Weitere benachbarte Orte sind neben Dönberg die Höfe und Ortslagen Heidacker, Schmitzhaus, Untenrohleder, Am Neuen Sültekop, Webershaus, Katzenbruch und Am Neuen Haus.

## Etymologie und Geschichte
Woltersberg ist von einem Personennamen Wolters abgeleitet. In der lokalen Mundart wurde der Ort auch als Sticksholt bezeichnet.
Im 19. Jahrhundert gehörte Woltersberg zu den Außenortschaften der Bauerschaft und der Kirchengemeinde Dönberg in der Bürgermeisterei Hardenberg, die 1935 in Neviges umbenannt wurde. Damit gehörte es von 1816 bis 1861 zum Kreis Elberfeld und ab 1861 zum alten Kreis Mettmann. 
Der Ort ist auf der Gemeinde Charte des Parzellar Katasters der Bürgermeisterei Hardenberg von 1815/16 als am Steckholz eingezeichnet. Der Ort ist auf der Topographischen Aufnahme der Rheinlande von 1824 als Woltersberg beschriftet. Auf der Preußischen Uraufnahme von 1843 ist der Ort als Stickholz eingezeichnet, auf dem Wuppertaler Stadtplan von 1930 ist er mit Woltersberg beschriftet.
Mit der Kommunalreform von 1929 wurde der südliche Teil Dönbergs von Neviges abgespalten und mit weiteren, außerhalb von Dönberg liegenden Nevigeser Ortschaften in die neu gegründete Stadt Wuppertal eingemeindet, so auch Woltersberg. Nördlich von Woltersberg verlief bis 1975 die Stadtgrenze zwischen Wuppertal und Neviges, südlich davon bis 1929 die von Neviges zu Elberfeld. Durch die nordrhein-westfälische Gebietsreform kam Neviges mit Beginn des Jahres 1975 zur Stadt Velbert und das erneut geteilte Dönberg wurde bis auf die nördlichen Außenortschaften, die bei Velbert verblieben, nun ebenfalls in Wuppertal eingemeindet. Dadurch verlor Woltersberg seine Grenzlage.